# Attribut des figures géométriques
- Haut – A
- B
- C
- D
- E
- F
- G
- H
- I
- J
- K
- L
- M
- N
- O
- P
- Q
- R
- S
- T
- U
- V
- W
- X
- Y
- Z

## A

### Affaissé
Qualifie une fasce courbée, avec son côté convexe vers la pointe. Plus généralement, peut se dire de toute pièce horizontale ou oblique, ployée comme sous l’effet de la gravité.

### Aiguisé
a) Se dit des pièces longilignes (croix, fasce…) dont les extrémités sont taillées en pointe.
D'argent à la fasce aiguisée de gueules.
b) S'emploie également pour un outil, dont le tranchant ou la pointe est d'une couleur particulière (hache d’argent emmanchée de sable et aiguisée d’or).
c) Voir le terme fiché pour les pièces verticales aiguisées dans la partie inférieure.

### Alésé ou alaisé ou alézé
Se dit d'une figure définie par défaut comme mouvant des bords, mais qui, raccourcie, ne les touche pas. Ceci concerne surtout les pièces, qui de ce fait se comportent comme un meuble.
D'argent à la croix alaisée de gueules.
Pour ce qui est des meubles pouvant être concernés, citons principalement le pont et la foi.

### Allumé
Outre son utilisation plus fréquente concernant la flamme de meubles tels que les flambeaux, chandelles et autres grenades, ou les yeux des animaux, se dit aussi pour l'anneau central de l'escarboucle (ou rais d'escarboucle), dans tous les cas pour mentionner que leur couleur est différente du tout.
De gueules aux rais d'escarboucle d'or accolés en orle, allumés en cœur de sinople, qui est de Navarre ancien.

### Anché
Se dit, des meubles à partie recourbée, s'applique surtout au cimeterre.

### Ancré
Modification d'une pièce longiligne (croix), les branches se terminant en forme d'ancre, c’est-à-dire par deux crochets.
Coupé d'or et d'azur à une croix ancrée d'argent brochant sur le tout, qui est de la principauté de Gradisca.

### Anglé
Muni de pointes ou de flammes mouvantes des angles de l'écu.

### Anillé
Selon les auteurs, anillé s'emploie soit pour désigner des pièces dont les extrémités ressemblent à celles d'une anille à l'antique, soit pour désigner ces pièces ajourées en leur centre en carré, à la manière d'une anille (fer de moulin).

Les pièces anillées autres que croix et sautoirs sont d'une extrême rareté, voire inexistantes.

### Ansé
Muni d'une anse.
D'argent à une croix ansée de gueules.

### Arqué
Qualifie le pal quand il est courbé, à dextre ou à sénestre.
D'argent à un pal de gueules arqué à sénestre.

## B

### Bastillé
Se dit d'une pièce dont la partie inférieure est échancrée par des créneaux.
Quand c'est la partie supérieure, on parle de crénelé. Quand les deux bords sont crénelés, on parle de bretessé.

### Bordé
Modification d'une pièce qui consiste à l'entourer d'une bordure de couleur différente.
Croix d'argent bordée de gueules.

### Bretessé
Qualifie une pièce dont les deux bords parallèles sont crénelés, symétriquement.
Contre-bretessé qualifie une pièce dont les deux bords sont crénelés, les merlons faisant face aux créneaux.
Une forme voisine du bretessé est l'écoté, mais qui ne puise pas son origine dans l'architecture. Voir ce terme.

### Brisé
Rompu.

## C

### Cannelé
Se dit d'une pièce dont les bords présentent des cannelures, échancrures en forme de croissant, dont les pointes sont dirigées vers l'intérieur (la bordure est échancrée quand les pointes sont dirigées vers l'extérieur).
Coupé cannelé d'argent et de gueules.
Contre-cannelé : pièce dont les deux bords présentent des cannelures alternées, les pointes d'un côté étant en face des ventres de l'autre.

### Cléché
Pièce dont les extrémités sont en forme de clef antique, c’est-à-dire à la fois pattées et pointues, ce qui forme trois angles en tout. Une pièce cléchée est nécessairement alésée, puisque ses extrémités doivent être visibles. Le cas le plus célèbre de croix cléchée est celui de la croix occitane : de gueules à la croix cléchée, vidée et pommetée d’or.

### Contre-
Préfixe, devant une modification de bordure (crénelé, cannelé…), qui signifie que les deux bords de la pièce sont bordés de même, mais alternativement d'un côté et de l'autre (et non symétriquement).
Ce préfixe ne s'applique qu'aux motifs dont l'amplitude est faible, ou qui ne peuvent pas s'interpénétrer. Dans le cas contraire, la position est que les motifs sont alternés de part et d'autre, comme si la pièce elle-même prenait la forme correspondante.

### Crénelé
Se dit d'une pièce dont la partie supérieure est échancrée par des créneaux.
Quand c'est la partie inférieure, on parle de bastillé. Quand les deux bords sont crénelés, on parle de bretessé.
Le crénelé peut être entaillé, le merlon présente alors une entaille en V, évoquant une queue d'hirondelle. 
Coupé d'or à la fasce crénelée de gueules, et d'argent à la fasce crénelée-entaillée d'azur.
Lorsque la pièce crénelée est en oblique, les merlons sont par défaut perpendiculaires à l'oblique. Par exemple, une bande est crénelée en barre, ce qui se blasonne par un simple bande crénelée. Dans le cas d'une direction différente (créant des angles à 45°) il convient de blasonner le sens des merlons, ex. : Bande crénelée à plomb (ou en pal) ; barre crénelée en fasce – crénelé en bande se dit parfois ragulé.

### Cramponné
Aux extrémités en forme de crampons. La croix cramponnée est symétrique de la svastika.

## D

### Denché
Synonyme en pratique de dentelé. En théorie, le denché présente des dents plus grosses que le dentelé, mais la distinction n'est pas possible.

### Dentelé
Qualifie une pièce dont les bords sont bordés de petites dents triangulaires.
Coupé dentelé d'argent et de gueules.
Quand les dents sont nettement plus grosses, il s'agit du vivré.
Les pièces honorables dentelées d'un seul côté sont dites feuille de scie, qui peuvent être posées en bande, en fasce ou en barre, les pointes vers le bas (dans le cas contraire, on précise que la pièce a les dents vers le chef).
D'argent à une feuille de scie de gueules.

### Denticulé
Qualifie l'écu dont les bords sont bordés de petits créneaux, sur tout le pourtour (sauf spécification contraire). Par défaut le denticulé comporte quatorze pièces, mais ce nombre ne semble jamais respecté.
D'argent denticulé de gueules.

### Diminué
Pièce dont la largeur est nettement réduite.

## E

### Échancré
Se dit des pièces dont les bords présentent des dentelures évidées en forme de croissant, les pointes dirigées vers l'extérieur (le bord est cannelé quand les pointes sont dirigées dans l'autre sens). Quand les dentelures sont plus fines, on dit engrêlé.
Coupé échancré d'argent et de gueules.

### Écimé
Coupé au sommet.

### Éclaté
Se dit des partitions dont la limite irrégulière n'est pas nette, comme déchirée par un éclatement.

### Éclopé
Se dit d'un trait brisé en deux fois à angle droit.

### Écoté
Se dit des pièces dont la bordure modifiée forme des créneaux obliques, ou des dents de scie, qui rappellent les branches coupées de l'écot. Quand les écots sont alternés, cela donne le contre-écoté.

### Émanché
Se dit d'un bord divisé en traits brisés, formant des émanches. Intermédiaire entre le vivré et le denché, l’émanché normal est implicitement en pal, de deux dents vers le haut et une dent et deux demies vers le bas. Il doit être blasonné quand il suit d’autres partitions ou un autre nombre de pointes.
Émanché de deux pièces et deux demies de gueules sur trois d’argent, qui est de Franconie.
L’émanché ne traverse normalement pas tout l’écu, mais se limite au tiers de sa largeur (comme les émanches). Dans le cas contraire, on dit émanché de part en part ou d’un bord à l’autre, ou d’un flanc à l’autre. En revanche, quand une pièce honorable en long (dont la largeur est déjà un tiers de celle de l’écu) est émanchée, la largeur des dents est égale à celle de la pièce.
Émanché ondé en fasce d’un bord à l’autre de trois pièces d’or et de gueules, apparaît dans le blason de Valladolid.
Ne pas confondre avec « emmanché » (ayant un manche…).

### Enclavé
Voir crénelé.

### Endenté
D’azur à trois fleurs de lys d’or, à la bordure endentée de gueules et d’or, qui est du duché de Ferrare.

### Enflammé
Se dit des pièces terminées en forme de flamme (synonyme de flambant, flamboyant).

### Engrêlé
Se dit d'une pièce ou d'une partition dont les bords sont garnis de petites dents à côtés concaves, comme l'échancré, mais plus fin.
D'azur, semé de fleurs de lys d'or, à la bordure engrêlée de gueules, qui est de Berry (ancien).

### Entaillé
Voir crénelés.
Le terme entaillé est parfois employé pour les croix à huit pointes, dont l'extrémité des branches est de forme analogue aux merlons du crénelé-entaillé.

### Enté
Ou ondé enté. Lignes courbes sinusoïdales, dont l'amplitude est très marquée.
Enté d'argent et de gueules de six pièces.
Les ondulations plus molles se disent «ondées», quand l'ondulation est outrepassée, on a affaire au nébulé.

## F

### Failli
Voir défaillant.

### Fiché
Se dit du pal, ou du pied d'une croix, ou d'une pièce verticale dont la partie inférieure a une forme en pointe.
D’azur à la croix pattée fichée d’or, qui est d’Aragon ancien.
Une croix fichée est nécessairement alésée.

### Flambant, flamboyant
Se dit des pièces ou des figures pointues (pile, épée, pointe, rais), quand leurs bords sont ondés à la façon d'une flamme. Synonyme d'enflammé.

### Fleurdelisé
Se dit des pièces aux extrémités en formes de fleurs de lys, ou bordées de fleurs de lys. Quand les fleurs de lys sont intérieures, on dit contre-fleurdelisé.
D'or au lion rampant de gueules armé et lampassé d'azur, au double trescheur fleurdelisé et contre-fleurdelisé du même, qui est d'Écosse.

### Fleuronnée
Modification d'une croix ou d'une pièce allongée consistant à la terminer par un bouton de fleur.
D’or à la croix fleuronnée de gueules.
Également modification d’une cotice ou d’une pièce longiligne, consistant à la border par une rangée de boutons de fleurs.
De gueules à une bande côtoyée de deux cotices fleuronnées d’argent, qui est de Basse-Alsace.
Quand les fleurons sont à l’intérieur, on dit contre-fleuronné. On dit aussi fleuré ou fleureté. Quand la fleur est épanouie, la même disposition donne le fleurdelisé.

### Fourché
Se dit des pièces longilignes terminées par deux pointes, selon le sens de fourcher : se divisant en deux (cf. fourchu, attribut de la queue ou de la langue).
D'argent à la croix fourchée de gueules.
Le dessin ci-contre présente des pointes droites, mais le fourché peut aussi désigner des pointes arrondies. Pour cette forme de croix, on utilisera plutôt à huit pointes ou entaillée.

## G

### Gammé
Pièce (normalement une croix) qui se termine comme la lettre grecque gamma majuscule (Γ), c’est-à-dire coudée vers la droite.
D'argent à la croix gammée de gueules.
La croix gammée est aussi (très rarement) appelée gammadion. C'est une figure hindoue, nommée svastika lorsqu'elle est orientée dans ce sens, et sauvastika quand la rotation est inversée.
L'emblème retenu par le Parti national-socialiste allemand n'est pas une croix, mais est plus exactement de gueules à un besant d'argent chargé d'un sautoir gammé de sable.

## N

### Nébulé
Correspond à un bord fortement ondulé, dont les ondulations sont outrepassées, si bien que les deux côtés sont enclavés l'un dans l'autre.
Coupé nébulé d'argent et de gueules.
Quand les ondulations ne sont pas outrepassées, on parle simplement d'enté ou d'ondé.

### Nillé
Se dit de la croix ancrée plus étroite qu'à l'ordinaire. Synonyme : croix ancrée diminuée ou rétrécie.

## O

### Ondé
Qualifie une pièce dont les bords sont découpés en sinuosités concaves et convexes, qui ressemblent à des vagues.
D'or à trois fasces ondées d'azur, qui est d'Agde.
L'amplitude des sinuosités doit être inférieure à la largeur d'une fasce, dans le cas contraire on parle d'enté.

### Orlé
Bordure d'une pièce héraldique, qui ne touche pas ses bords.
Croix d'argent orlée de gueules.

## P

### Patté
Modification d'une pièce longiligne (croix), dont les extrémités vont en s'élargissant : Croix pattée.
D’argent à la croix pattée de gueules, qui est de Comminges.
La croix en pattes d’éléphants de Comminges a été improprement dessinée avec des pattes outrepassées se rejoignant, le fond n’apparaissant plus que sous forme de quatre figures en forme d’amande, appelées pour l’occasion otelles.
En héraldique d’Empire, les archevêques portent un franc-quartier (d’azur pour les comtes, de gueules pour les barons) chargé d’une croix pattée d’or.
Une pièce pattée n’est pas alésée par défaut, et c'est souvent abusivement sous-entendu.
De gueules à la croix pattée d’argent, qui est de Vladimir.

### Péri
Étymologie probable : latin « perire ».

Anciennement utilisé comme synonyme de « posé », pour toute pièce raccourcie et posée en abîme, sa signification à dérivé peu à peu, en privilégiant soit la position en abîme, soit le fait d'être très réduit en longueur. Le terme ne subsiste guère qu'avec le meuble « bâton », dans un usage plutôt restreint aux brisures.

### Ployé
Attribut du chapé, quand ses limites sont des courbes ployées vers le bas.

### Potencé
1. Qualifie une pièce dont les extrémités se terminent en forme de T. La croix potencée est dite Croix de Jérusalem lorsqu'elle cantonnée de quatre croisettes, pour son usage sur les armes du royaume de Jérusalem.
2. Qualifie une pièce de longueur dont les côtés non confondus avec les bords du champ sont crénelés en forme de potence.

## R

### Recroisettée
Modification d'une croix consistant à croiser chacune de ses extrémités par une petite croix.
D'argent à la croix recroisettée de gueules.

### Renversé
Synonyme de versé.

### Résarcelé
Modification d'une pièce, la bordant d'un filet de même couleur. Rare.
D'argent à la croix résarcelée de gueules.

## S

### Sapin
1. En cime de sapin
Attribut de pièce ou de partition dont les bords sont formés de cimes de sapin.
Coupé en cimes de sapin de sinople et d'or, à une étoile d'or au canton dextre du chef.
Note : l'héraldique canadienne aurait introduit le terme « sapiné » en cas de coupé en cimes de sapin.
2. En branche de sapin
Attribut de pièce ou de partition dont les bords sont formés de branches de sapin.
Coupé en branches de sapin d'argent et de sinople.
Note : l'héraldique canadienne aurait introduit le terme « sapinagé » en cas de coupé en branches de sapin.

## T

### Tréflé
1. Modification d'une pièce longiligne (croix), se terminant en forme de trèfle.
2. Ligne de partition composée de trèfles alternativement droits et renversés.

## V

### Versé
Se dit d'une figure (partition, pièce ou meuble) dont la partie normalement tournée vers le chef est tournée vers la pointe. Synonyme de renversé.

### Vivré
Qualifie une pièce héraldique dont les bords présentent des grosses dents de scie.
Parti vivré d'argent et de gueules.
Quand les dents sont plus fines, on parle plutôt de denché ou denticulé.